# Catherine Middleton
Catherine, Prinses van Wales, Hertogin van Cornwall en Cambridge (geboren als Catherine Elizabeth (Kate) Middleton, Reading, 9 januari 1982) is sinds 29 april 2011 de eega van de Britse prins William, de oudste zoon van koning Charles III van het Verenigd Koninkrijk.

## Levensloop
Kate werd geboren als Catherine Elizabeth Middleton. Zij is de oudste dochter van de Britse zakenman Michael Middleton en diens vrouw, zakenvrouw en miljonair Carole Middleton. Samen met haar jongere zus Philippa en haar broer James groeide Kate op in het Zuid-Engelse plaatsje Bucklebury. Ze volgde middelbaar onderwijs aan een privéschool in de stad Marlborough. Net als prins William studeerde ze aan de Universiteit van St Andrews, gelegen in het Schotse Fife. Daar behaalde ze een graad in de kunstgeschiedenis.
Ze ontmoette prins William in 2001, toen ze allebei in Fife studeerden. Op dat moment had ze al een vriend. Eind 2001 werden Kate en William huisgenoten. De relatie met haar toenmalige vriend werd rond Kerstmis 2003 beëindigd. Sindsdien vormen Kate en William een stel. Ze werden voor het eerst publiekelijk samen gezien in april 2004 tijdens een skitrip in Klosters. Sinds 2005 werd in de Britse pers regelmatig gespeculeerd over hun relatie.
Kate kreeg meteen veel aandacht van de Britse boulevardpers. Ze werd regelmatig gefotografeerd tijdens haar dagelijkse bezigheden. In 2005 klaagde ze over mediastalking, maar ze diende geen aanklacht in tegen de paparazzi. Omdat ze destijds nog geen lid was van de koninklijke familie, kon ze bovendien geen aanspraak maken op bescherming van de Britse veiligheidsdiensten. In december 2005 publiceerde het Duitse tijdschrift Das Neue foto's van Kate's woonplaats met vermelding van haar adres.
Op 17 januari 2024 gaf Kensington Palace een verklaring dat Kate werd opgenomen in het ziekenhuis voor een buikoperatie. Op 22 maart 2024 maakte de prinses in een videoboodschap publiekelijk bekend dat ze kanker heeft en preventieve chemotherapie ondergaat. De ziekte zou in het ziekenhuis zijn ontdekt, toen ze er lag voor de buikoperatie. Aan welke vorm van kanker ze leed werd niet meegedeeld.
Op 15 juni 2024 maakte ze een rentree in het openbaar. Ze was aanwezig bij Trooping the Colour, een militaire parade om de verjaardag van de Britse monarch te vieren, koning Charles III. Op 14 juli 2024 werd zij met een staande ovatie op Wimbledon ontvangen, waar zij aan het eind van het Grand Slamtoernooi de winnaarsschaal uitreikte aan Carlos Alcaraz.
Op 9 september 2024 hervatte Middleton haar werkzaamheden nadat ze had bekendgemaakt haar chemotherapiebehandeling voltooid te hebben.

## Huwelijk en gezin
Kate Middleton trouwde op 29 april 2011 met William, op dat moment tweede in de lijn voor troonopvolging in het Verenigd Koninkrijk. Het echtpaar heeft drie kinderen:
- George Alexander Louis (22 juli 2013)
- Charlotte Elizabeth Diana (2 mei 2015)
- Louis Arthur Charles (23 april 2018)

## Titels
Sinds haar huwelijk wordt ze aangesproken als Hare Koninklijke Hoogheid de hertogin van Cambridge (Her Royal Highness The Duchess of Cambridge), en in Schotland, gravin van Strathearn (Countess of Strathearn). Direct na het overlijden van koningin Elizabeth II op 8 september 2022, kregen Kate en William de titels hertog en hertogin van Cornwall, en in Schotland, hertog en hertogin van Rothesay. Op 9 september 2022 werden William en Kate benoemd tot prins en prinses van Wales. Kate is de eerste sinds het overlijden van Williams moeder Diana die deze titel ging gebruiken. Sindsdien staat ze bekend als Hare Koninklijke Hoogheid de Prinses van Wales (Her Royal Highness The Princess of Wales).
Haar andere titels zijn gravin van Chester in Engeland, en gravin van Carrick in Schotland.